# Zsámbék
Zsámbék (deutsch Schambeck) ist eine ungarische Stadt im Komitat Pest. Sie liegt an der Autópálya M1, rund 30 km westlich der ungarischen Hauptstadt Budapest, und gehört zum Kreis Budakeszi.

## Geschichte
Zsámbék wurde 1050 erstmals urkundlich erwähnt. Ab etwa 1220 wurde mit dem Bau eines Prämonstratenserstiftes begonnen.

## Sehenswürdigkeiten
- Schloss Zichy

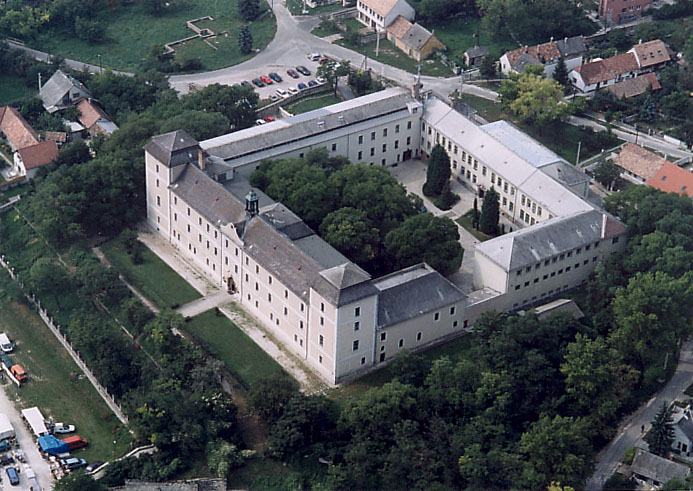
Schloss Zichy in Zsámbék (2006)

- Die St.-Johannes-Kirche des Prämonstratenserstiftes aus der Mitte des 13. Jahrhunderts ist als Ruine erhalten. Sie war bis zu einem Erdbeben im Jahr 1763 eine dreischiffige Basilika ohne Querschiff.
- Lampenmuseum

## Städtepartnerschaften
- Wettenberg, Deutschland (seit 1988)

## Söhne und Töchter
- Joseph Karl Kindermann (1744–1801), österreichischer Geograph und Kartograph
- Josef Gung’l (1809–1889), ungarndeutscher Komponist und Militärkapellmeister
- Johann Gungl (1818–1883), ungarndeutscher Komponist und Kapellmeister, Neffe von Josef Gung’l
- Árpád Gerecs (1903–1982), ungarndeutscher Chemiker